# Charles-Victor De Bavay
Charles-Victor De Bavay, né à Bruxelles le 9 décembre 1801 et mort à Bruxelles le 28 novembre 1875, était procureur-général, ensuite honoraire, près la cour d’appel de Bruxelles. En tant que membre du Ministère public, et particulièrement alors qu'il était procureur général de Bruxelles, il poursuivit de nombreux délits politiques et de presse commis par des républicains, des orangistes, des satiristes et autres contestataires de l'ordre établi. Ce faisant, il subordonna ainsi le système judiciaire à l'ordre politique existant. Il a été mis à la retraite en raison du scandale né de la retentissante faillite du financier André Langrand-Dumonceau. Il est aussi connu pour ses mercuriales historiques traitant de sujets en rapport avec le Droit.

## Biographie

### Vie privée et relations familiales
Charles Victor De Bavay est né à Bruxelles le 9 décembre 1801. Il était le fils de Paul Ignace De Bavay, avoué licencié à Bruxelles, mort à Bruxelles le 10 juillet 1841, et de Marie Victoire Rose Joséphine Germain.
Charles Victor De Bavay épousa à Bruxelles le 1er septembre 1829 Rosalie Catherine Van Moorsel. Ils eurent : 
- un enfant né sans vie le 15 avril 1830 Saint-Josse-ten-Noode,

Rosalie Van Moorsel mourut à Bruxelles le 24 juin 1838.
En secondes noces, à Forest, le 20 mai 1842, il épousa Lucie Elisabeth Dumonceau, la fille du maréchal Jean-Baptiste Dumonceau.
Il eut deux enfants de sa seconde épouse :
- Marie Marie Agnès Rosalie Julie Elisabeth De Bavay, artiste-peintre, née le 7 juillet 1843, qui épousa à Bruxelles[4] le 1er septembre 1863 Victor Nicolas Gustave de Géradon, banquier, né à Verviers le 3 mai 1837, domicilié à Cerexhe-Heuseux et résidant à Hasselt,
- Jean Baptiste Paul Georges De Bavay, mort à Bruxelles[5] à l'âge de quatre jours le 16 décembre 1846,

Lucie Dumonceau mourut le 3 mai 1859, laissant Charles Victor De Bavay veuf pour la seconde fois.
Son frère Georges De Bavay (1803-1881), fut ministre des travaux publics (catholique) en 1846, directeur du Trésor en 1863. Il était officier de l'Ordre de Léopold, Grand cordon (chevalier de première classe) de l'Ordre de l'Aigle rouge de Prusse et Grand officier de la Légion d'honneur.
Son neveu Gustave de Bavay, fils de Georges de Bavay, fut conseiller auprès de la Cour de Cassation. Il fut membre de la commission de réforme du Code civil créé en 1884, à la suite de l'abandon de l'avant-projet de François Laurent et l'un des partisans de la création d'un Conseil d'État en Belgique.

### L'Orangisme et les suites de la Révolte du coton gantoise
Charles Victor De Bavay fut d'abord avocat général à Gand pendant environ trois ans (1834-1837). Il revint ensuite à Bruxelles comme avocat général ordinaire. En 1838, il mène avec sévérité le procès de la revue orangiste Le Lynx. Cette condamnation a plu au roi Léopold Ier, qui lui a fait l'honneur inhabituel d'un dîner au palais. L'affaire politique suivante est la poursuite de l'agitateur populaire Constant Pruuke Dossche pour l'émeute du coton de Gand de 1839. Charles Victor De Bavay soutient qu'il y avait eu là un complot orangiste, mais il ne fut pas suivi par le jury d'assises, qui acquitta Dossche en avril 1840.

### Procès de presse
En 1844, Charles Victor De Bavay devient procureur général à Bruxelles. En décembre 1846, il se lance dans un procès de presse notoire : il fait comparaître devant la cour d'assises huit collaborateurs des revues satiriques Argus et Méphistophélès, qui avaient raillé le roi, sans cependant le citer nommément. Au grand dam de De Bavay et du ministre de la Justice d'Anethan, les accusés sont acquittés. À peine une semaine plus tard, probablement à l'instigation de De Bavay, d'Anethan dépose un projet de loi visant à renforcer l'immunité du roi en modifiant le décret sur la presse de 1831. Ce projet de loi s'est traduit dans la loi du 6 avril 1847.

### Le Banquet du Prado
En 1849, il fut particulièrement actif contre les auteurs du banquet du Prado à Molenbeek-Saint-Jean. Il inculpa de complot six chefs républicains : Ghislain Laurent, Mathieu Joseph Biot, Louis Rigot, Isidore Deprez, Prosper Esselens et Hector Mottet. Les chefs d'accusation sont maigres mais De Bavay déploie toute sa force de persuasion. Esselens, Biot et Laurent sont condamnés à mort par la cour d'assises du Brabant le 31 août 1849, peine commuée en appel le 30 novembre à 15 ans de réclusion. Mottet obtient l'acquittement du jury, mais son commerce à Verviers est détruit. Deprez s'enfuit en France, et Rigot ne peut être jugé en tant que Français, faute de traité d'extradition. L'orateur principal au banquet, le président Houzeau, est démis par le ministre Charles Rogier de ses fonctions de directeur adjoint de l'Observatoire royal de Belgique. Il part ensuite pour l'Amérique. Les trois condamnés purgent leur peine au Fort de Huy. Biot est libéré le 7 novembre 1850, Laurent est gracié le 29 mars 1853 et Esselens est libéré le 22 juillet 1856 après être devenu aveugle.

### Le procès de la bande Noire et l’affaire Coucke & Goethals
Charles-Victor de Bavay fut aussi connu pour en 1861 avoir été le procureur général lors du procès de la bande Noire, où l’un des accusés (Léopold Ravet) affirma que Pieter Goethals et Jan Coucke, qui avaient été guillotinés un an plus tôt, étaient innocents. Coucke et Goethals avaient été condamnés pour le meurtre de la veuve Dubois. Mais Bavay (qui avait déjà officié lors du procès des deux Flamands, balaya les affirmations de Ravet, jugeant que ce n'était qu'une tactique pour s'attirer les bonnes grâces de la justice. Vu les contradictions du témoignage tardif de Ravet celui-ci est fort peu vraisemblable mais ces déclarations remirent, à l’époque, le procès des deux Flamands au devant de l'actualité, laissant planer le doute d'une possible erreur judiciaire.
Partisan résolu de la peine de mort, Charles-Victor de Bavay écrivit un ouvrage La peine de mort, au point de vue pratique et historique dans la foulée (en 1862) de l'exécution de la peine capitale sur deux des membres de la bande Noire (Jean-Baptiste Boucher et Auguste Leclercq).

### L'Affaire Langrand-Dumonceau
Charles Victor De Bavay fut aussi acteur du scandale de la faillite Langrand-Dumonceau. En effet, à partir de 1868, Armand Mandel, dans le journal financier la Cote libre de la Bourse de Bruxelles, dénonça les montages financiers très douteux d'André Langrand-Dumonceau. Ce dernier avait réussi à se créer du crédit dans les milieux catholiques belges et en profitait pour attirer, à lui et à ses douteuses sociétés, énormément d'épargne dans des opérations équivoques et qui ruineront de nombreux épargnants. La dénonciation de ce scandale financier en cours alerta l'opinion publique et poussa la justice à engager de prudentes et mesurées poursuites. Mais l'instruction fut clôturée par un non-lieu. Armand Mandel poursuivit alors sa campagne de dénonciation des malversations de Langrand, et critiqua aussi vertement l'inertie de la magistrature qui par son attitude, ajoutait encore un crédit moral à Langrand. Le procureur général Charles Victor De Bavay finit par décider une action judiciaire contre Armand Mandel, et cela après de vifs incidents avec le ministre de la Justice Jules Bara qui lui avait également reproché sa passivité. Armand Mandel fut finalement acquitté le 25 mai 1870. Malgré ce scandale financier, les Catholiques remportèrent cependant les élections quelques semaines plus tard, et voulurent couvrir les personnes les plus impliquées dans le scandale. Après de violentes manifestation populaires en fin d'année 1870, des poursuites furent finalement intentées contre Langrand-Dumonceau et quelques-uns des administrateurs de ses sociétés. Langrand fut finalement condamné, par contumace, et après huit ans de procès, pour escroqueries et faux bilans. La réputation de Charles Victor De Bavay fut donc ternie par sa passivité lors de cette affaire. L'affaire André Langrand-Dumonceau avait ainsi considérablement appauvri les familles catholiques belges et Charles Victor De Bavay l'avait tout d'abord menée malgré le nom de son épouse (déjà décédée à l'époque de l'affaire Langrand-Dumonceau et qui n'était apparentée à l'épouse d'André Langrand que de manière extrêmement lointaine).

### Fin de carrière et décès
Un arrêté royal du 7 juin 1870, à l'initiative de Jules Bara, et démissionnant d'office les magistrats de Hody et Charles Victor De Bavay, fut pris juste avant la fin du ministère libéral Frère-Orban, qui devait trois semaines plus tard être suivi par l'avènement du ministère catholique d'Anethan.
Victor Hugo l'avait qualifié de chenille d'infirmités et de boa d'orgueil.
Accablé de malheurs, Charles Victor De Bavay mourut en 1875.
Il était notamment commandeur de l'ordre de Léopold, chevalier de l'Ordre Impérial et Royal de Léopold d'Autriche, chevalier de première classe (Grand cordon) de l'Ordre Impérial et Royal de Saint Stanislas de Russie.
Jean-Pierre Cluysenaar lui construisit un château à Forest sur les terres de l'ancien parc du Wijngaard de son beau-père Jean-Baptiste Dumonceau. Ce château, muni d'un donjon et d'une tourelle était connu comme un petit château de Vieusart situé actuellement sur la commune de Corroy-le-Grand. Ce château n'était que sa maison de campagne. Après avoir habité depuis 1851 Rue de Ruysbroeck 43, de 1862 à 1873 il s'installa Rue de la Régence 12 à Bruxelles, situation de choix située à la fois près du palais de justice et du ministère de la Justice qui occupait l'emplacement du musée. Après le décès de Madame de Bavay, le 3 mai 1859, le domaine d'environ 8 hectares 96 ares fut vendu à Mlle Marie-Joséphine Lucas.

### L'Ami de l'Histoire
Charles-Victor de Bavay fut connu plus particulièrement pour avoir prononcé devant la Cour d'appel de Bruxelles, aux audiences solennelles de rentrée, plusieurs discours de rentrée appelés par certains mercuriales, traitant pour la plupart d'anciens jurisconsultes belges : Stockmans (1844); le chancelier Peckius 1845; le canoniste Van Espen (1846); Wynants (1847) ; de l'ancien Conseil de Brabant (1848), du crime de sorcellerie (1859), de divers points d'histoire nationale, du procès des comtes d'Egmont et de Hornes (1853), etc. Il avait été membre de la Société de littérature de Leyde.
Dans un ouvrage consacré à la révolution belge de 1830, il analyse la thèse d'un complot ourdi à Paris pour expliquer les événements. Mais il lui faut bien constater que les Belges émigrés à Paris n'eurent finalement qu'une moindre influence et que l'intervention française en Belgique avait été des plus modestes et aussi que la France de Louis-Philippe Ier n'intervint que pour mettre fin aux velléités hollandaises de remettre en cause l'indépendance de la Belgique et pas du tout pour chercher à annexer le jeune état belge. La puissance de la réaction populaire (peuple, bourgeoisie, noblesse) contre toute nouvelle annexion aurait d'ailleurs transformé en guerre une tentative de mainmise française. D'ailleurs, les monarchies européennes ne l'auraient pas admis. À cet égard, les intrigues de Talleyrand à la conférence de Londres échouèrent alors même qu'elles avaient à peine commencé. Au reste, le procureur De Bavay ayant fait toute sa prestigieuse carrière au sein de l'État belge, on ne le voit pas chercher à mettre en doute la légitimité de la révolution et de la nation née de la révolution de 1830.
On ne peut donc voir dans le livre du procureur de Bavay une contestation de la légitimité de la révolution belge de 1830. Il apparaît clairement qu'il veut laver la révolution de la suspicion de n'avoir été qu'un phénomène artificiel fabriqué depuis l'étranger.

### Aperçu de sa carrière
- Le 22 juillet 1823, il est proclamé docteur en droit à Liège.
- Le 28 juillet 1824, il est avocat et il plaide avec son père.
- En janvier 1828, il devient auditeur militaire de la Schutterij (la Garde civique) de Bruxelles dont son oncle, Guillaume Germain était le commandant[18].
- En septembre 1830, il est un patriote convaincu ; il accepta la place de substitut du Procureur général près de la Cour supérieure de justice à Bruxelles qui lui fut conférée le premier novembre par arrêté du Gouvernement provisoire.
- Lorsque la Cour d'Appel fut créée le 4 octobre, il fut maintenu dans ses fonctions et rapidement devint premier avocat général  à Gand le 9 octobre 1834.
- Il revint à Bruxelles comme avocat général le 15 janvier 1837.
- Contre l'avis du ministre d'Anethan, il fut nommé procureur-général près de la Cour d'appel le 13 juillet 1844, de par la volonté personnelle du roi Léopold; il le resta jusqu'à la date du 7 juin 1870. Mais, chassé honteusement de la magistrature par Jules Bara et ceci sans explication[19], il rédige sa Réponse et se justifie avec force de détails et justifications de son attitude face à l'ancien ministre de la justice. Le Barreau et la magistrature furent profondément secoués... Certains magistrats déclarèrent que le roi fut trompé et un nouvel arrêté royal l'autorisa, deux mois plus tard, à porter le titre honorifique de ses fonctions[20].
- Lors de ses funérailles, le 1er décembre 1875, le procureur-général De Le Court fit du défunt un éloge sans réserves[21].

### L'auteur
- Acte d'accusation sur la brochure intitulée : « Turpitudes du département de la Guerre en Belgique dévoilées par (le journal)[22] le Lynx » (1838).
- Pierre Stockmans, jurisconsulte belge, Roes, (1844).
- Pierre Peckius, Chancelier de Brabant, Imprimerie et litho de D. Roes, (1845).
- Van Espen, juriste et canoniste belge, Sa vie et ses travaux, D. Roes, (1846).
- Goswin de Wynants, Conseiller de Brabant, Imprimerie de J. Hegger, (1847).
- Nicolas de Bourgoigne, Conseiller de Brabant, Em. Devroye, (1847).
- Le Conseil souverain de Brabant, (1849)
- Grand Conseil de Malines, E. Devroye & Cy, (1850).
- Le général Jean-Baptiste Dumonceau - Impr. d'Em. Devroye (1850). (ensemble de documents sur la carrière de son beau-père).
- Ferdinand de Boisschot, chancelier de Brabant, Em. Devroye (1851).
- Le procès du Comte d'Egmont - C. Muquardt (1854).
- De la procédure en matière de presse (1854)
- Troubles des Pays-Bas: justice criminelle du duc d'Albe - Em. Devroye (1855).
- Justice criminelle d'autrefois - Em. Devroye (1856),
- Lettre écrite au bourgmestre de Bruxelles datée du Parquet de la Cour d'Appel (n°6888) de Bruxelles du 23 novembre 1857 publiée par le Journal "l'Indépendance belge" (n°329) le 25 novembre et réponse de Charles De Brouckère.
- Du crime de sorcellerie, E. Devroye (1860).
- La peine de mort, au point de vue pratique et historique - Em. Devroye, (1862).
- La question flamande dans ses rapports avec les affaires judiciaires - Em. Devroye (1864).
- De l'invocation divine dans le serment, (1867)
- Réponse au rapport de M. Bara, ancien ministre de la Justice- H. Goemaere (1870, plusieurs éditions).
- Histoire de la révolution belge de 1830 - Bruylant-Christophe & Cie (1873).
- Erreurs et lacunes historiques sur la Révolution de 1830 de M. Théodore Juste, Membre de l'Académie de Belgique, A. N. Lebègue (1874).
- Souvenirs de magistrature, Manuscrit signalé par Janssens. Ces souvenirs débutent par ces mots : Quand on fait de la justice criminelle pendant quarante ans, quand on a poursuivi les complots orangistes et républicains tramés en Belgique... et lorsqu'ensuite, à la veille d'un renouvellement partiel de la Chambre on a été destitué sous de faux prétextes par un ministère aux abois...

### Distinctions
- Commandeur de l'Ordre de Léopold.
- Ordre de Sainte-Anne de Russie
- Commandeur de l'Ordre de la maison ernestine de Saxe,
- Chevalier  de première classe de l'Ordre de Saint-Stanislas (Russie impériale)

### Notations familiales diverses
Pour information, la famille de Bavay n'a rien à voir avec la famille des marquis d'Yve de Bavay.
Robert de Bavay fut père-abbé de l'abbaye de Villers-la-Ville entre 1765 et 1782, faisait partie de la famille de Bavay.